# Aegidienberger

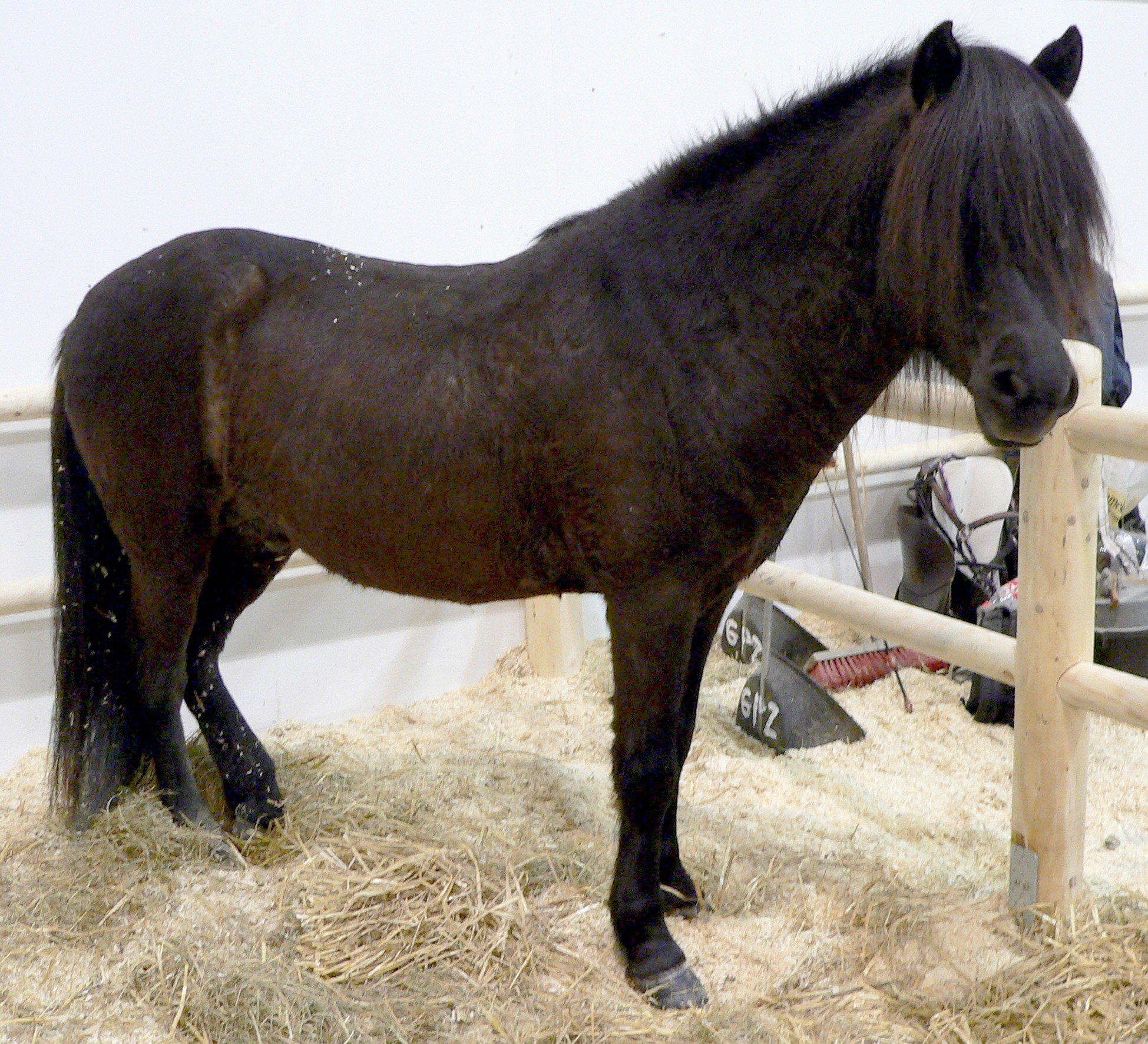
Kary Aegidienberger

## Budowa,pokrój,eksterier
Aegidienberger – mocny koń średniej wielkości w typie kuca islandzkiego ze swobodą chodów konia paso. Wysokie na 140-150 cm koniki występują raczej w ciemnych maściach. Głowa szlachetnej budowy o prostym profilu, kończyny mocne.

## Użytkowość, chody
Doskonały do rekreacji, chętny do pracy pod siodłem, ma zdolności do specyficznych chodów. Małe zdolności do skoków, wynagrodzone są zdolnościami do inochodu i toltu. Tolt bardzo naturalny i efektywny - z fazą oparcia na jednej kończynie. 

## Historia, pochodzenie, charakter,temperament
Rasa została wyhodowana w stadninie w Aegidienbergu koło Kolonii (Nadrenia). Powstała przez krzyżowanie kuca islandzkiego (ze względu na łagodne usposobienie) i paso (swoboda chodów - jw.). 
Konie agresywne lub flegmatyczne są eliminowane z hodowli. 
W Niemczech należy do najbardziej lubianych koni rekreacyjnych.